# Волков, Андрей Николаевич
Андре́й Никола́евич Во́лков (7 ноября 1899, д. Ломы Большие, Костромская губерния — после 1948 года, СССР) — советский военачальник, полковник (1943).

## Биография
Родился 7 ноября 1899 года в деревне Ломы Большие, ныне в Парском сельском поселении Родниковского района Ивановской области России. Русский.

### Гражданская война
1 мая 1919 года был призван в РККА и направлен в 9-й отдельный батальон ВЧК в город Иваново-Вознесенск, с июля служил в слесарной мастерской этого батальона. В 1919 году вступил в РКП(б). В декабре 1919 года командирован в распоряжение начальника Харьковского сектора ВОХР, а оттуда в середине января 1920 года — на Высшие партийные курсы при ЦК ВКП(б) в городе Харьков.
В начале мая 1920 года он завершил обучение и был назначен инструктором политотдела 50-й бригады войск ВОХР Харьковского сектора ВОХР. В начале октября бригада была переименована в 24-ю бригаду войск ВНУС, а Волков назначен заместителем военкома 72-го полка войск ВНУС. При реорганизации войск ВНУС в феврале 1921 года бригада была переименована в 186-ю, а полк — в 557-й. С 5 августа этот полк влился в 489-й кадровый полк, а Волков назначен заместителем военкома 104-го батальона войск ВЧК Украины и Крыма. С 3 октября исполнял должность военкома батальона. В составе этих частей принимал участие в боях с вооруженными отрядами Н. И. Махно, Маруся-Щусь, Бея и других.

### Межвоенные годы
В январе 1922 года Волков переводится военкомом школы младшего комполитсостава войск ВЧК Украины и Крыма. Через месяц был откомандирован в Донецкую дивизию войск ВЧК Украины и Крыма на должность военкома 6-го стрелкового Богучарского полка 16-й бригады. В июле полк был переименован в 25-й Украинский, а Волков назначен в нем заместителем военкома. В конце августа переведен военкомом 94-го стрелкового Донецкого дивизиона войск ГПУ. В январе 1924 года назначен военкомом 99-го дивизиона войск ГПУ Украинского пограничного округа. С марта исполнял должность помощника начальника по политчасти Славутского отряда войск ГПУ, затем Олевского пограничного отряда.
В 1926 года Волков был направлен на Дальний Восток комиссаром 2-го отдельного кавалерийского полка в город Хабаровск, с 1929 года он — заместитель начальника по политчасти Благовещенского пограничного отряда. В этих должностях принимал участие в боях на КВЖД.
С мая 1930 года по август 1933 года находился на учебе в Военно-политической академии РККА им. Н. Г. Толмачева, затем был назначен командиром части пограничных войск Дальневосточного края в городе Петропавловск-Камчатский. За время прохождения службы в пограничных частях Волков за боевые заслуги и отличную подготовку части был награжден именными оружием и часами.
В мае 1938 года Волков был арестован органами НКВД и в течение 18 месяцев находился под следствием. В декабре 1939 года освобожден из-под ареста, восстановлен в ВКП(б) и после двухмесячного лечения в марте 1940 года уволен в запас. После увольнения работал командиром отряда ВОХР завода им. Серго Орджоникидзе в город Подольск Московской области.

### Великая Отечественная война
В августе 1941 года был призван в РККА и назначен заместителем командира по политчасти 557-го запасного стрелкового полка 30-й запасной стрелковой бригады. В декабре вступил в командование 568-м стрелковым полком 149-й стрелковой дивизии МВО, формировавшейся в городе Рязань (до 14 января 1942 г. — 427-я стрелковая дивизия). В середине февраля с дивизией убыл на Западный фронт в 61-ю армию. В ее составе участвовал в битве под Москвой. В конце февраля — начале марта 1942 года дивизия вела наступательные бои на территории Тульской и Орловской областей. В начале марта в боях в районе дер. Веснина майор Волков был дважды ранен. До 15 мая находился на лечении в госпитале, затем был назначен начальником штаба 149-й стрелковой дивизии, находящейся в резерве 61-й армии. С середины июля ее части вели бои южнее города Белёв в районе Чернышино, Железница, Госьково. В боях у дер. Железница Белевского района подполковник Волков был вновь ранен и госпитализирован. С августа по октябрь 1942 года находился на лечении, затем он вернулся на прежнюю должность. В период с 5 по 25 октября временно командовал этой дивизией. В июне 1943 года он назначается заместителем командира дивизии. За боевые отличия в Курской битве 1 августа 1943 года полковник Волков был награжден орденом Отечественной войны 1-й ст.
С 28 августа 1943 года вступил в командование 115-й отдельной стрелковой бригадой, входившей в состав 19-го стрелкового корпуса 65-й армии Центрального (с 20.10.1943 г. — Белорусского) фронта. Участвовал с ней в Черниговско-Припятской наступательной операции и овладении городом Новгород-Северский, в битве за Днепр и захвате плацдарма в районе пгт Лоев (Гомельской обл.). Затем бригада вела успешные бои за расширение заднепровского плацдарма, прикрывая правый фланг корпуса. В последующем она принимала участие в Гомельско-Речицкой наступательной операции, в боях на реке Березина и на бобруйском направлении. С февраля 1944 года она входила в состав 105-го, с марта — 18-го стрелковых корпусов, с апреля находилась в непосредственном подчинении командующего 65-й армии. В конце июня — июле бригада отличилась в Белорусской, Бобруйской и Люблин-Брестской наступательных операциях. За успешные действия при освобождении города Бобруйск ей было присвоено почетное наименование «Бобруйская».
С сентября 1944 года полковник Волков был врио командира 413-й стрелковой Брестской дивизии, входившей в состав 114-го стрелкового корпуса 70-й армии 1-го Белорусского фронта. В октябре она вошла в 46-й стрелковый корпус 65-й армии и вела успешные бои по расширению захваченного плацдарма на реке Нарев. Удержав и расширив плацдарм, дивизия затем была выведена во второй эшелон и начала подготовку к прорыву сильно укрепленной оборонительной полосы противника в районе Покшивница. С 14 января 1945 года ее части в составе 2-го Белорусского фронта участвовали в Млавско-Эльбингской наступательной операции. 15 января они прорвали главную оборонительную полосу противника, перешли в преследование его и 28 января с ходу форсировали по льду реку Висла в районе западнее Гросвольц. Попытки расширить плацдарм успеха не имели, после чего дивизия была переброшена в район Кульм. 5 февраля дивизия форсировала реку Висла в районе Кульм и вступила в тяжелые бои с пробивающимися из окружения отдельными группами торнской группировки противника. К 7 февраля она вышла в район ст. Бедленкен, после чего вела упорные бои за овладение Беллно, Ослово. За образцовое выполнение заданий командования в боях за овладение городами Млава, Дзялдово дивизия была награждена орденом Красного Знамени (19.2.1945). Однако, несмотря на успешные действия дивизии, командир 46-го стрелкового корпуса генерал-лейтенант К. М. Эрастов в боевой характеристике от 14 февраля 1945 года отмечал у полковника А. Н. Волкова личную медлительность, нераспорядительность, низкую требовательность к подчиненным и другие недостатки.
В связи с этим он в том же месяце был отстранен от должности и зачислен в распоряжение Военного совета 2-го Белорусского фронта, затем в марте назначен заместителем командира 326-й стрелковой Рославльской Краснознаменной дивизии 116-го стрелкового корпуса 27-й армии. На этой должности полковник Волков отличился в боях в Восточной Пруссии (март 1945 г.) и в боях при овладении города Данциг. В холе боевых действий он находился непосредственно в боевых порядках стрелковых частей, контролируя выполнение боевых приказов и помогая командиру дивизии в выполнении поставленных задач.

### После войны
После войны полковник Волков с октября 1945 года занимал должность начальника управления комендантской службы округа Эрфурт Советской военной администрации Федеральной земли Тюрингия, с сентября 1947 года исполнял должность заместителя командира 6-й отдельной стрелковой бригады.
29 апреля 1948 года полковник Волков уволен в запас.

## Награды
- орден Ленина (21.02.1945)[3]
- три ордена Красного Знамени (30.01.1943[4], 26.07.1944[5], 03.11.1944[3])
- орден Суворова II степени[6] — Указом Президиума Верховного Совета СССР «О награждении орденами Суворова, Кутузова и Богдана Хмельницкого генералов и офицерского состава Красной Армии» от 15 января 1944 года[7]
- орден Отечественной войны I степени (01.08.1943)[8]

медали в том числе:
- - «За оборону Москвы»;
  - «За победу над Германией в Великой Отечественной войне 1941—1945 гг.» (06.08.1945)[9]
  - «За взятие Кёнигсберга»
- именное оружие

Приказы (благодарности) Верховного Главнокомандующего в которых отмечен А. Н. Волков.
- За овладение штурмом городом и крупной железнодорожной станцией Бобруйск — важным узлом коммуникаций и мощным опорным пунктом обороны немцев, прикрывающим направления на Минск и Барановичи. 29 июня 1944 года № 125.